# Буассе, Ив
Ив Буассе (фр. Yves Boisset; 14 марта 1939[…], V округ Парижа, Франция — 31 марта 2025, Леваллуа-Перре, О-де-Сен, Франция) — французский режиссёр и сценарист.
Один из ведущих мастеров так называемого «политического кино».

## Биография
Окончил Институт высшего кинообразования Франции. Был ассистентом у известных французских режиссёров. В 1970-х годах являлся лидером французского политического кино, в дальнейшем перешёл на коммерческие ленты остросюжетного характера. В последние годы чаще работал на ТВ.
Буассе умер 31 марта 2025 года в возрасте 86 лет. Несколько дней до этого он находился на лечении в больнице Леваллуа-Перре.

## Ив Буассе о своих фильмах
«Мои фильмы скорее носят гуманистический, чем собственно „политический“ характер (как иногда о них говорят). Я снял их с полсотни, причем главными для меня стали две темы: человеческая глупость (и расизм как специфическое её проявление) и поиск истины. Именно поэтому мои герои плохо кончают. Либо их убивают, чтобы они замолчали, либо они сходят с ума, как это произошло с персонажем Жерара Ланвена в „Цене риска“».

## Фильмография
- 1968 — Коплан спасает свою шкуру / Coplan sauve sa peau
- 1970 — Стопорный вырез / Cran d’arret
- 1970 — Полицейский / Un conde
- 1971 — Прыжок ангела / Le saut de l’ange
- 1972 — Похищение в Париже, в советском прокате «Покушение» / L’attentat
- 1973 — R.A.S.[фр.], в советском прокате «Ничего не случилось» / R.A.S.
- 1975 — Дюпон Лажуа, в советском прокате «Это случилось в праздник» / Dupont Lajoie[11]
- 1975 — Убить психопатку / Folle a tuer
- 1976 — Следователь Файяр по прозвищу «Шериф» / Le Juge Fayard dit Le Sheriff
- 1977 — Сиреневое такси / Un taxi mauve
- 1978 — Ключ в двери / La cle sur la porte
- 1979 — Женщина-полицейский / La femme flic
- 1981 — Вперёд, сыны отечества / Allons z’enfants
- 1983 — Цена риска / Le prix du danger
- 1982 — Шпион, встань[англ.] / Espion, leve-toi
- 1983 — Облава / Canicule
- 1986 — Голубой цвет ада / Bleu comme l’enfer
- 1988 — Травести / La travestie
- 1989 — Воронье радио[фр.] / Radio Corbeau
- 1989 — Подозреваемый (ТВ) / Le suspect
- 1991 — Племя / La tribu
- 1991 — Хищники (ТВ) / Les carnassiers
- 1993 — Дело Сезнека (ТВ) / L’affaire Seznec
- 1993 — Свободное падение (ТВ) / Chute libre
- 1993 — Морлок / Morlock
- 1995 — Дело Дрейфуса (ТВ) / L’affaire Dreyfus
- 1996 — Морлок: Туннель (ТВ) / Morlock: Le tunnel
- 1997 — Частный урок (ТВ) / Une lecon particuliere
- 1997 — Штаны (ТВ) / Le pantalon
- 1997 — Великолепная команда (ТВ) / La fine equipe
- 1999 — Сэм (ТВ) / Sam
- 2001 — Опасные (сериал) / Les Redoutables
- 2001 — Покойся с дьяволом (ТВ) / Dormir avec le diable
- 2002 — Истребители (ТВ) / Cazas
- 2002 — Жан Мулен (ТВ) / Jean Moulin
- 2005 — Они хотят клонировать Христа (ТВ) / Ils veulent cloner le Christ
- 2009 — Дело Саленгро (ТВ) / L’affaire Salengro